# Oxyrhynchaxius tricarinatus
Oxyrhynchaxius tricarinatus is een tienpotigensoort uit de familie van de Axiidae. De wetenschappelijke naam van de soort is voor het eerst geldig gepubliceerd in 2006 door Lin.